# 重慶大廈

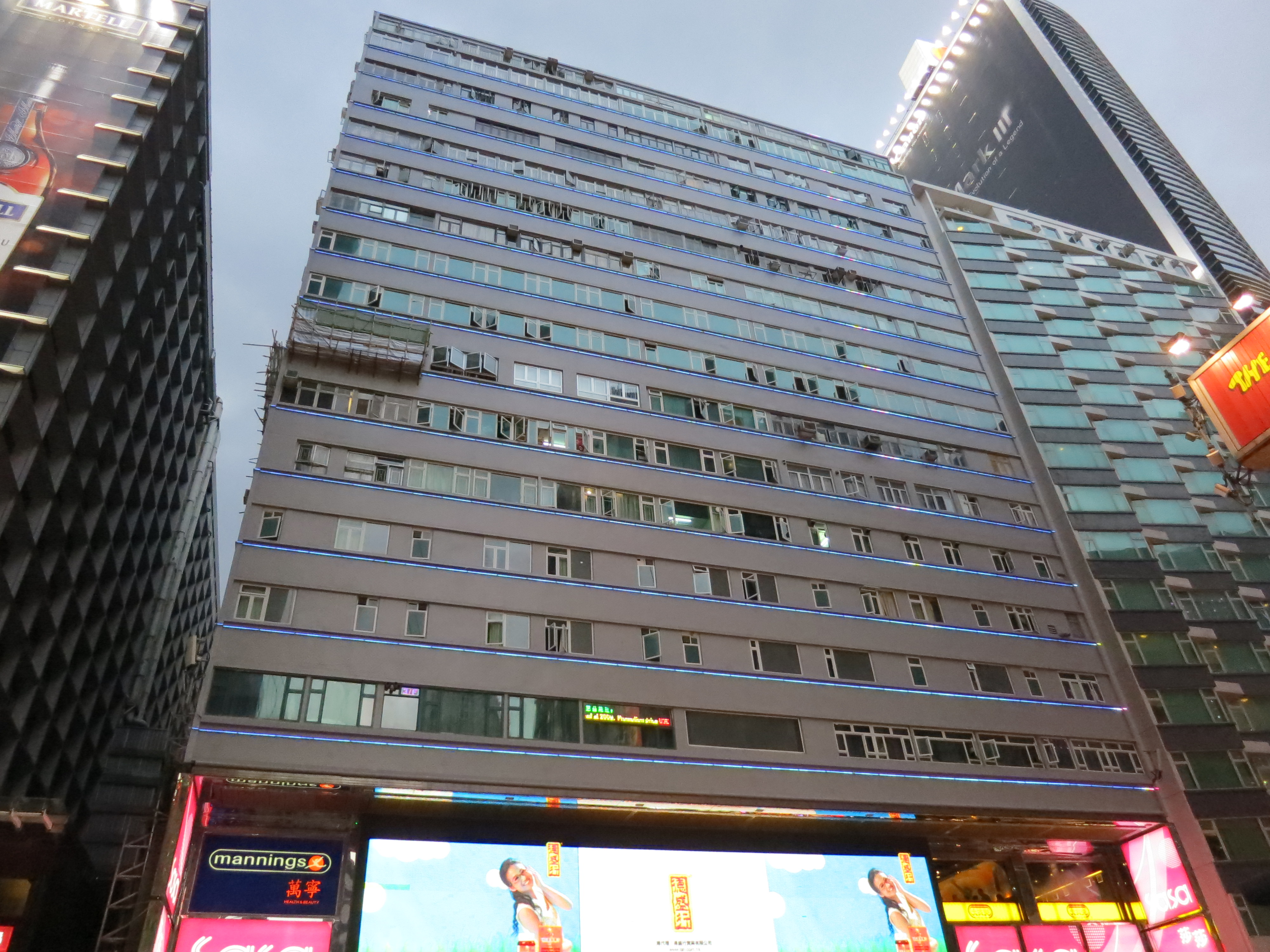
翻新後的重慶大廈（攝於2012年）

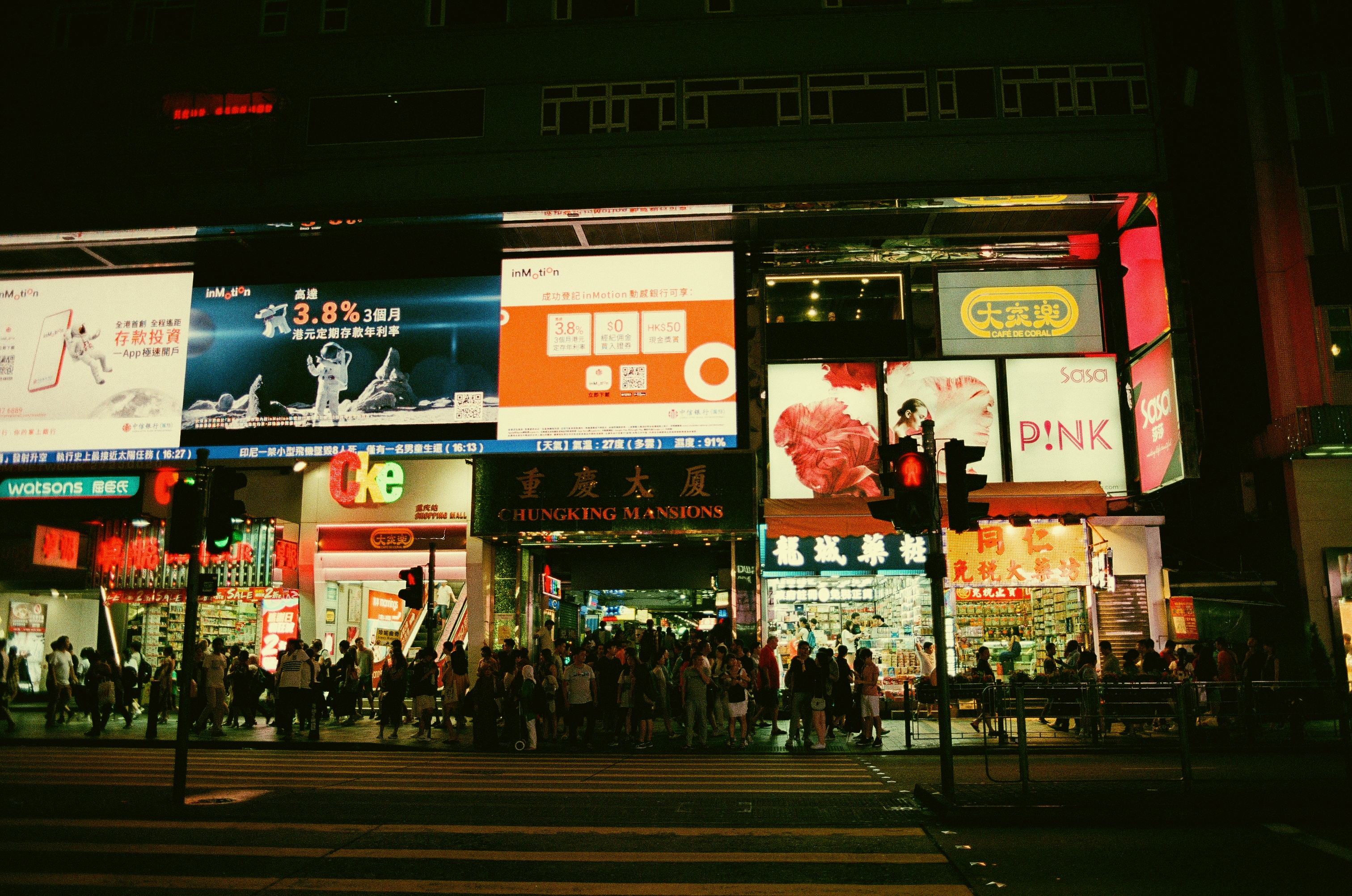
重慶大廈彌敦道馬路前夜景

重慶大廈（英語：Chungking Mansions），位於香港九龍尖沙咀彌敦道36-44號，毗鄰麼地道金域假日酒店，18層高的重慶大廈匯聚來自亞非各國的商人、勞工和各國的背包旅客，是全球化的縮影。雖然大廈最早建立的目的是為了居住，但現在由平價酒店，商店等其他服務業使用。大廈特殊的氛圍常與已拆除的九龍寨城做對比。
重慶大廈建於1961年，最初主要由華人居住。現在經常會被當成香港少數族裔聚集地，以咖喱餐館、旅店、紗麗服裝店和外匯兌換處為特點。具體有東南亞人、尼泊爾人、巴基斯坦人、孟加拉人、中東人、尼日利亞人、歐洲人、美國人、以及其他來自世界各地的旅客。CNN的Peter Shadbolt將其稱為「非官方非洲驻香港辦事處」。

## 背景

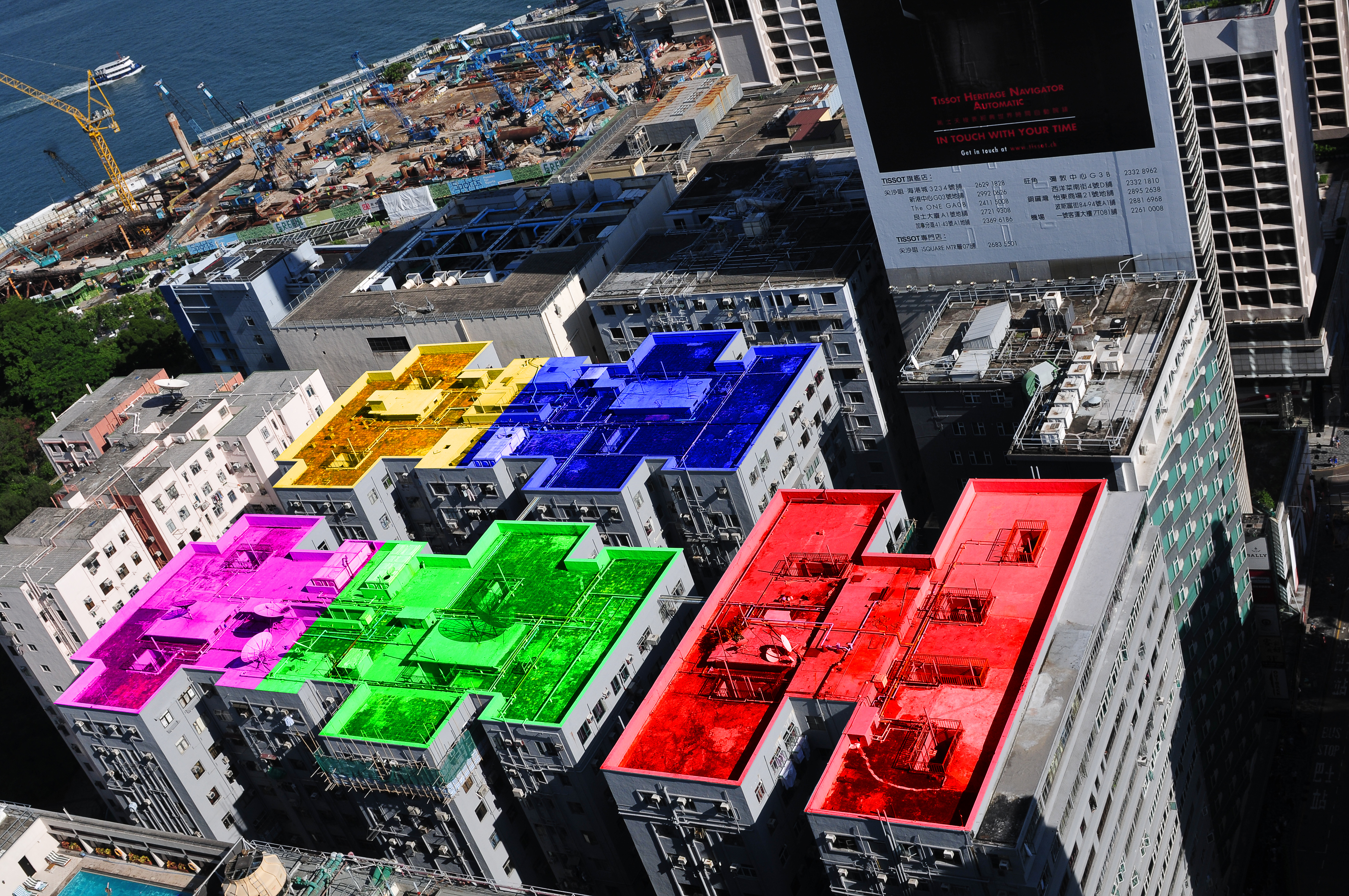
顏色標示為重慶大廈相連的5棟樓宇

重慶大廈是香港九龍尖沙咀的一座樓宇，位於彌敦道36-44號。於1961年11月11日落成。雖然理論上為一座住宅大廈，但事實上卻變成了一座混合型大廈，擁有很多廉價賓館、商店、食肆、外匯兌換店及其他服務行業。大廈內的約4,000個住客中，主要是香港的少數族裔人士，以印度和巴基斯坦等南亞裔人士、以及來自不同非洲國家的人士最多。由於大廈業權分散，一直未有人能夠成功統一業權而重建大廈。有些人會將這座建築物比喻成「香港少數族裔的九龍城寨」，為當地甚有特色的一個另類國際化地標。
樓高17層，共770個單位的重慶大廈可能是香港住宿最便宜的地方，向來是背包客麇集的地方。
這裡是歐美日背包族的投棧首選，许多歐美出版的旅游指南，一直将重庆大厦列为香港廉价食宿的首选之地 。重慶大廈中出沒著形形色色意圖不明表情曖昧的人，各式招攬生意的牌匾密密麻麻，甚至連中國大陸許多語言培訓機構都在這裡尋找可作為外語老師的背包客。住宿費用的低廉也超出想像，約200元港幣的標準套房就是重慶大廈中最奢華的住所，50元港幣一晚的床鋪，也有空調、公用的淋浴間和廚房等設施。

## 歷史

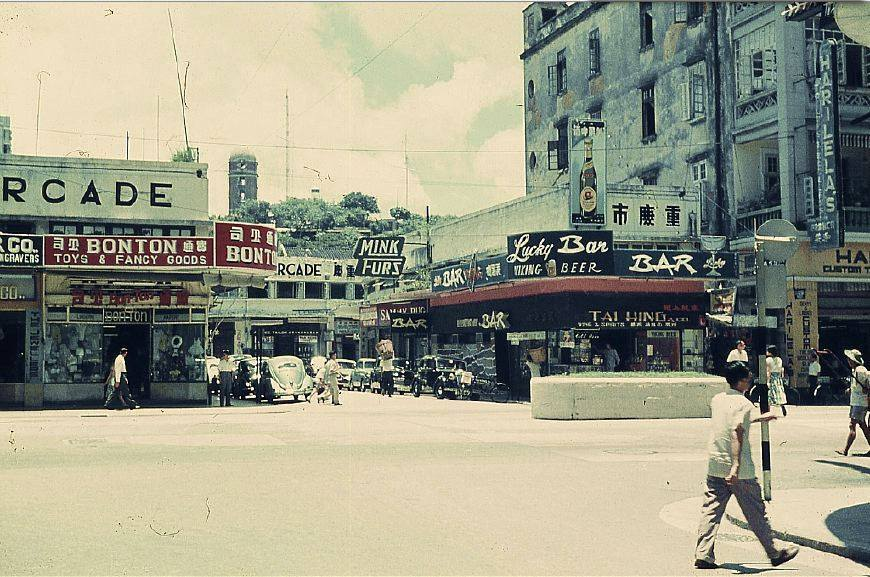
重慶市場（Chungking Arcade）

重慶大廈前身是一個外方內圓的市場，稱為「重慶市場」，建於1941年，多數為下鋪上居，有絲綢行、咖啡廳、瓷器行、洋服店和象牙店等商鋪。市場由彌敦道入口一直路進入，中間是一個兩層高、的圓柱形標誌性建築物。1956年，業主蔡天普（Jaime Chua Tiampo，菲律賓華僑商人）曾通知租戶收回物業但不成功，直至1958年法庭判決業主需就收回物業賠償租戶。1959年，該址動工重建為一幢商住大樓，並於1961年11月11日落成。
重慶大廈曾於1966年及1971年先後發生五級大火，前者無傷亡，後者造成14人受傷。
立案法團表示，重慶大廈的業主原本對大廈公眾地方的環境不聞不問，但在1993年發生的供電房爆炸事件，令整幢大廈停水停電10晝夜，喚醒了不少業主同心協力改善大厦的整體環境。眾業主在1999年集合資產，成立有1,300多萬港元的維修基金，展開第一個為期5年的改善計劃，包括在大厦各處安裝閉路電視鏡頭、設立中央監察中心、聘請專業保安公司及清潔公司等。
於2004年完成翻新工程，包括裝設了208個閉路電視鏡頭，並且聘請了保安隊伍24小時巡邏。以前曾被人喻為“龍蛇混雜、九反之地”的重慶大廈經“改造”後，重慶大廈的治安得到明顯改善。同年5月28日，重慶大廈業主立案法團特別舉行拜神及舞獅儀式，以慶祝第一個改善計劃竣工。
2011年11月11日，重慶大廈首度完成其外牆的翻新工程，包括將面向彌敦道外牆的冷氣機拆除、鞏固外牆、電梯大堂裝修、更換電力設施及安裝走廊及外牆的照明系統及燈飾等。合資1,900萬港元。大廈業主立案法團於該晚上，舉行了亮燈儀式以慶祝重慶大廈落成50周年。

## 商业

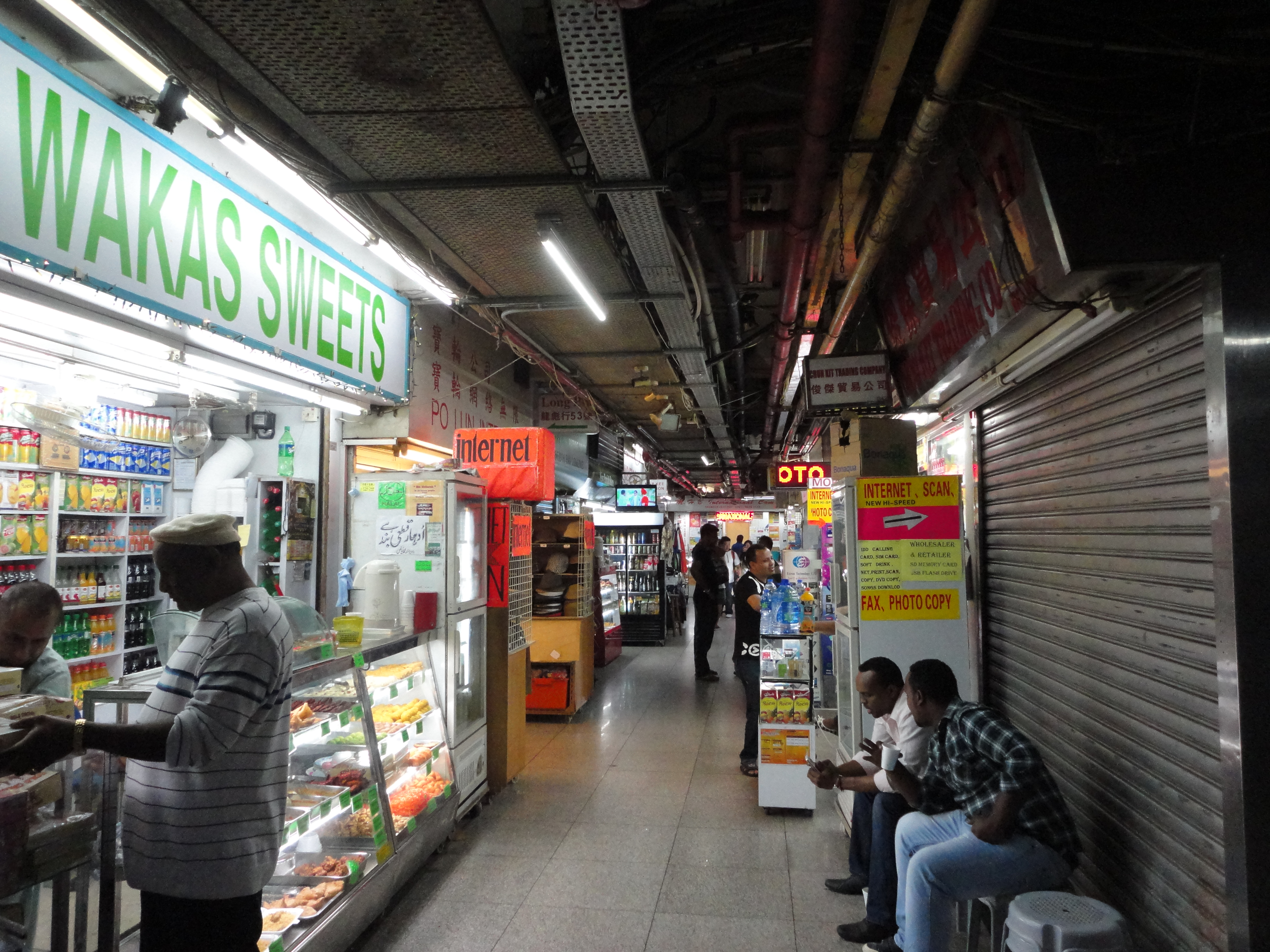
重慶大廈內的商戶，主要是南亞遊客

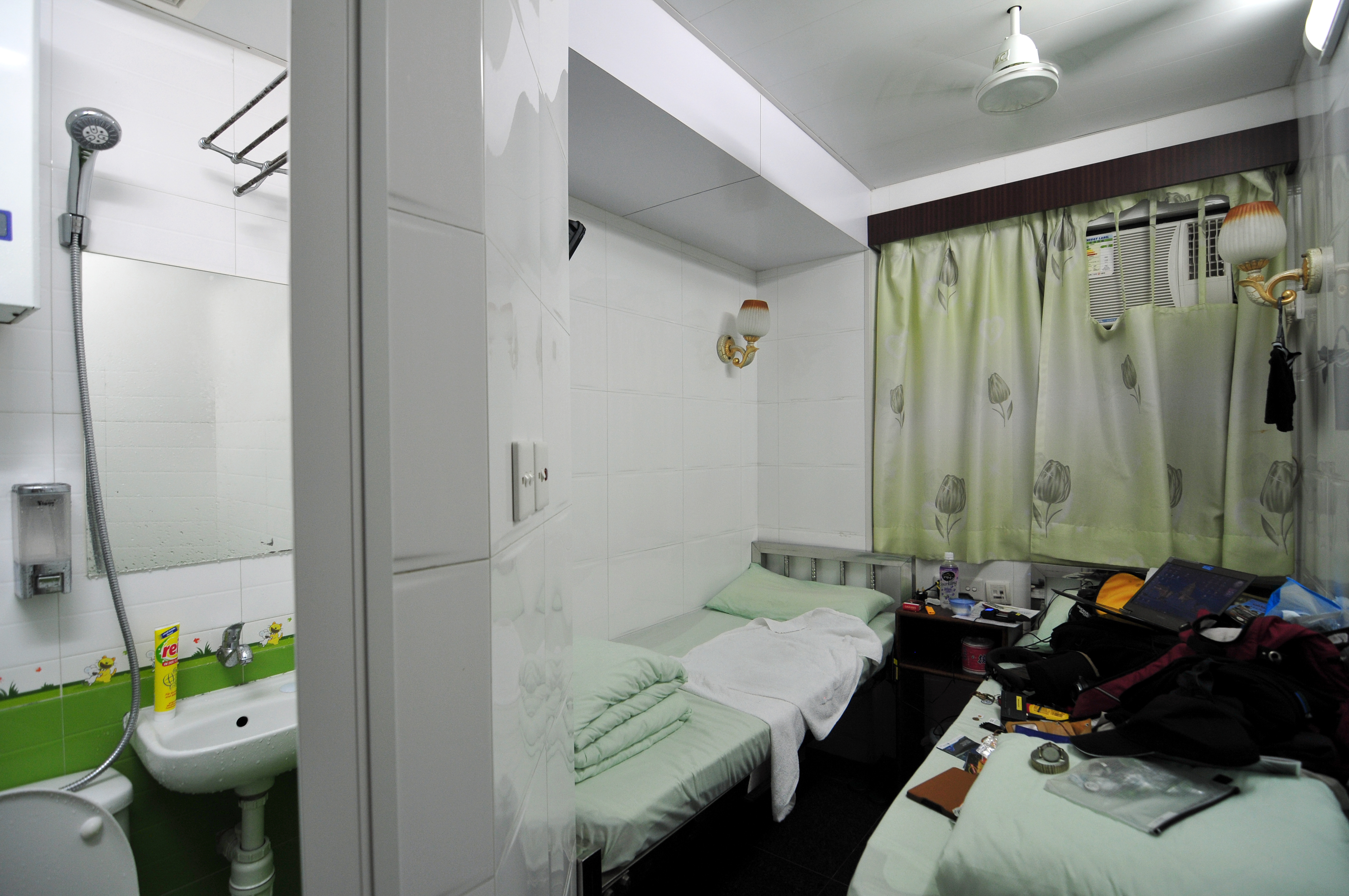
重慶大廈內的廉價賓館

重慶大廈商戶不少，有手機、電訊公司、外匯及外幣找換店、小型賓館、東南亞特色西餐廳、咖哩小食店、電話卡、士多、成衣商店等类商铺，其顧客主要是南亞遊客。楼内底下两层分成380个摊位，以出售珠三角地區制造的廉价商品为主，也售卖南亚和非洲地区的特色食品和手工艺品。三层以上开设有大约90家廉价旅店，以及20-30家食肆。重庆大厦分属920多个大小业主，业主多为香港人；其中的经营和打工者主要来自印度、巴基斯坦、尼泊尔、尼日利亚、肯尼亚、坦桑尼亚、乌干达等地 。

### 商场

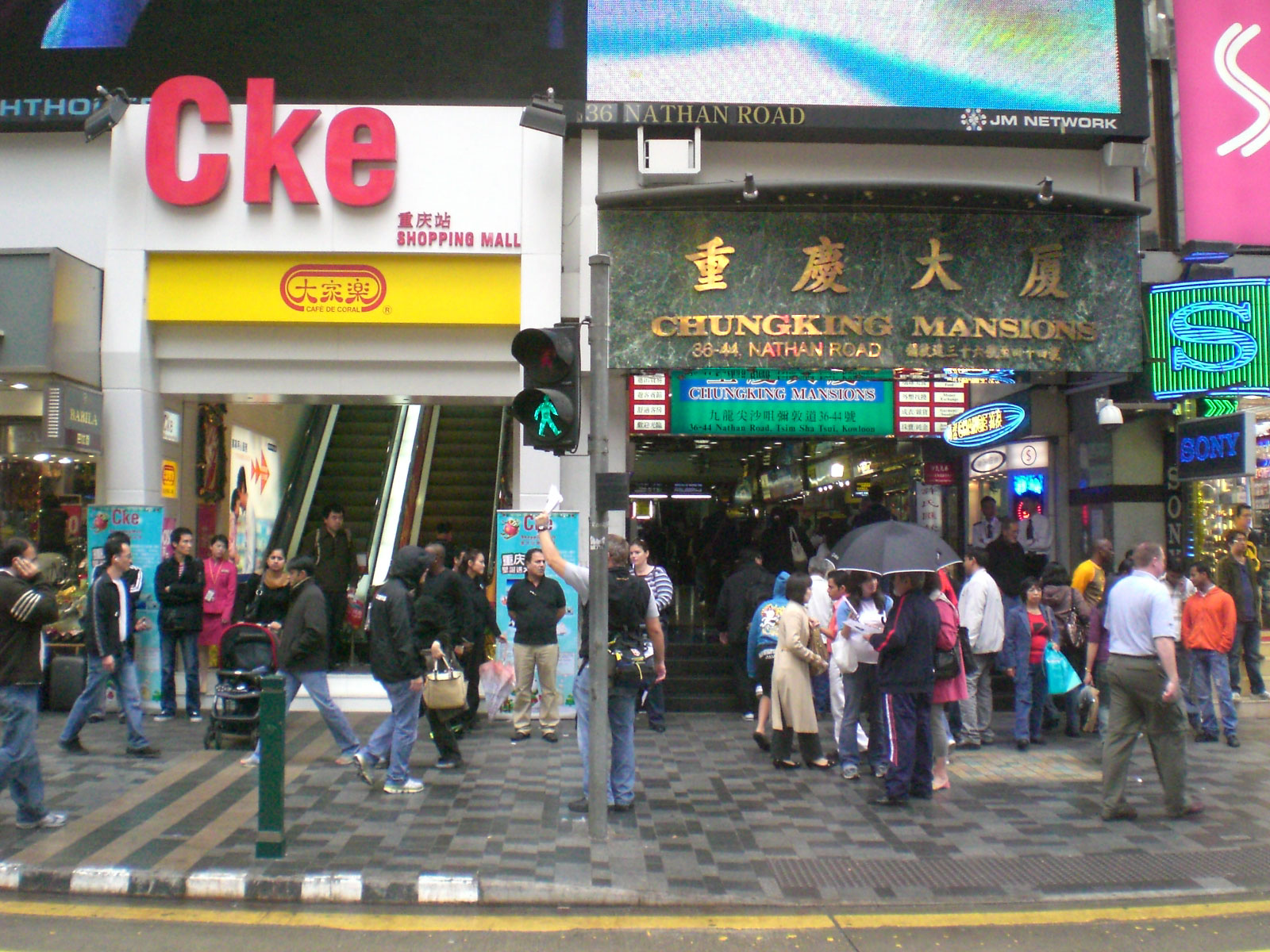
同一座大廈內，有兩個風格不同的商場

#### 重慶站

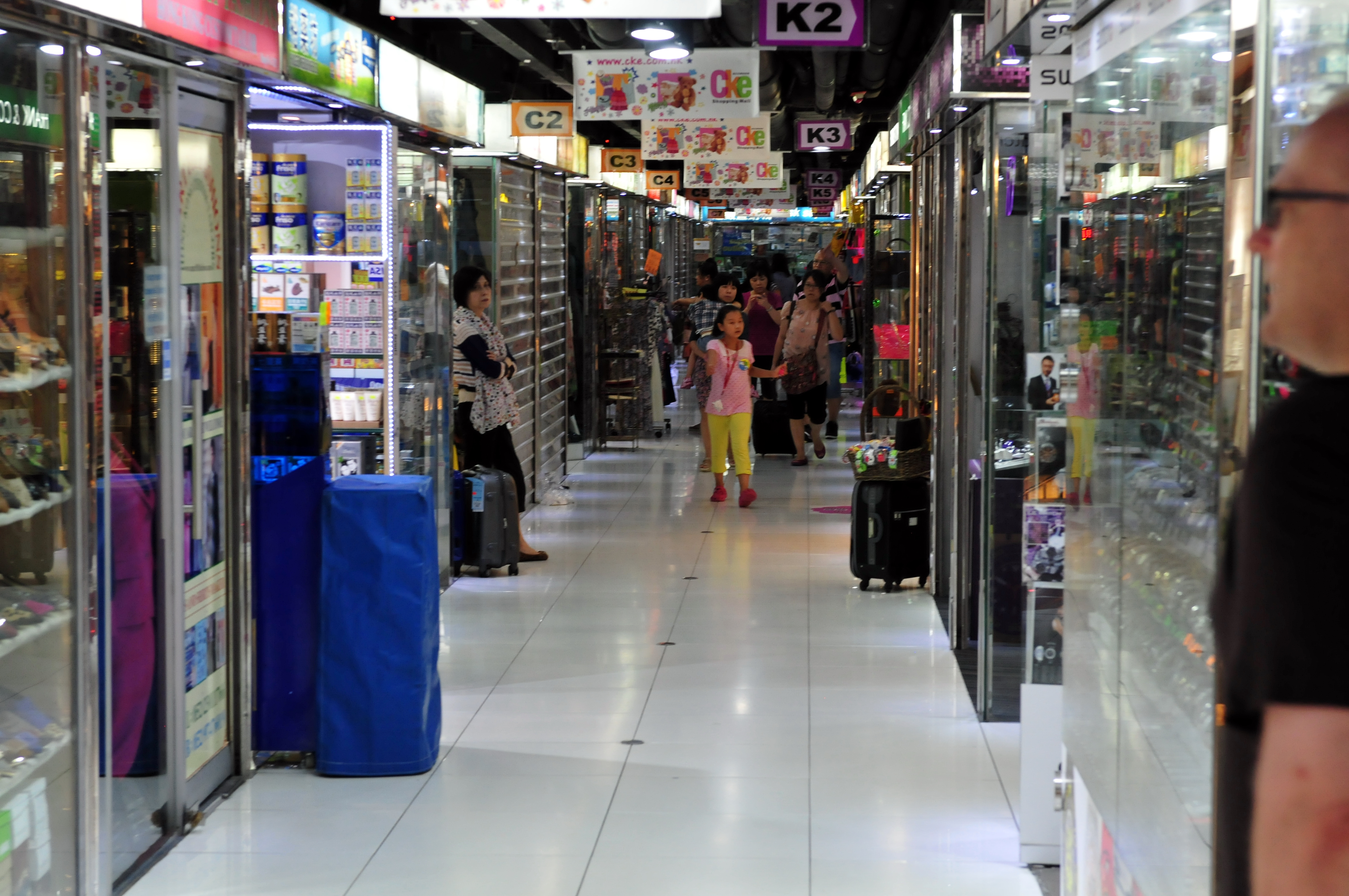
重慶站商場

重慶站是香港的一個商場，位於重慶大廈之內，不過與所謂「龍蛇混雜」的商場及地庫並不互通。重慶站商場的出入口在重慶大廈正門毗鄰並列。商場在1樓和2樓，租戶包括大家樂、莎莎國際、萬寧、滿願泰國佛牌等，顧客主要是香港人。

#### WK廣場
WK廣場是香港的一個商場，位於重慶大廈地庫，佔地超過40,000平方呎，與重慶大廈的其餘兩個商場並不互通。WK廣場前身為2009年商場開業的活方商場，開設過蘭芳園的第一間分店，2013年因為商場進行裝修工程而休業，至2014年WK廣場開業後復業。

## 文化意義
2007年5月出版的美國《時代》雜誌發表一份名為亞洲之最（The Best of Asia）的評級選舉，重慶大廈被評選為「亞洲最能體現全球一體化的例子」，也是最能反映香港多元文化特色的地方。時代雜誌引述中文大學人類學教授 Gordon Mathews 所作出的專門研究，指出重慶大廈至少居住有120個國籍的人士，除一般的旅客外，有為賺取外快的逾期居留者，又有營商的商人等不同人士，他們和平共處，充份反映出民族的平等和多元文化的和平共处。
重慶大廈环境混杂，香港本地媒体的各种报道更使此处给人犯罪集中和黑社会盘踞的印象。1994年，电影导演王家衛看中了此处混乱、复杂、神秘、多元的氛围，以此为主要拍摄地拍摄了《重慶森林》。
香港作家譚劍在《偵探冰室》系列第一集（2019年）中寫下推理小說〈重慶大廈的非洲雄獅〉，描述非洲革命份子失敗逃亡來香港住在重慶大廈任黑工廚師，並要躲避來自非洲的僱傭兵追殺。這故事於2023年由劇場空間改編成音樂劇。

## 安全隱患
因為大樓歷史較長，且人口組成多元，大樓的安全一直被人詬病。保安，用電使用，封閉的逃生通道都存在潛在為危險。
1988年2月21日，大樓發生火災，一名丹麥籍旅客喪生。
1993年，大樓因為電力供應不足連續10天停水停電，導致業主和居住者無法無視大樓維護問題。
1995年，大廈因一名37歲印度籍旅客被斯里蘭卡同伴殺害一度成為新聞頭條。
為了解決安全隱患，重慶大廈業主立案法團在1999年花費1300萬港幣修復大廈。截止到2004年，共安裝208個閉路電視鏡頭，並且聘請了保安隊伍24小時巡邏。此外，警方油尖警區亦特意設立「重慶大廈及美麗都大廈特遣隊」，與大廈管理人員一同維持大廈治安，重慶大廈是本港唯三由警方特別設立專隊維持治安的私人樓宇之一（值得一提的是這三個私人樓宇都是同屬油尖旺區）。
2013年6月在重庆大厦宾馆内，印度籍男子Azad Mohammad Farhan强奸赴港旅游的22岁北京女大学生。連同另一宗2011年9月發生於尖沙咀的强奸案，两案总刑期合共为21年零4个月。
2023年6月19日傍晚，兩名外籍男子在重慶大廈持刀互斬，現場佈滿血跡。大批警員到場搜索後，二人逃離現場。